# Skalka-Polomsko
Skalka-Polomsko je přírodní památka u Rajnochovice v okrese Kroměříž, jihovýchodně od kopce Kunovická hůrka. Důvodem ochrany je travnatá stráň s teplomilnou květenou.